# Юрченко, Николай Николаевич
Никола́й Никола́евич Ю́рченко (укр. Микола Миколайович Юрченко; род. 31 марта 1966, Ивано-Франковск) — советский и украинский футболист, нападающий, полузащитник. Выступал за сборную Украины.

## Карьера

### В клубе
Начинал в дубле донецкого «Шахтёра», где в 1983—1984 провел 26 игр и забил 1 гол.
В 1985 оказался в составе "ФК «Прикарпатье» из Ивано-Франковска, который выступал во 2-й лиге. В клубе отыграл 3 сезона. Далее играл в составе армейского клуба СКА «Карпаты» (Львов). В 1989 весьма успешно играл за криворожский «Кривбасс», где за 15 игр забил 10 мячей. В 1990 снова играл за "«Прикарпатье». В 1991 зачислен в состав «Динамо» (Киев). В марте 1991 играл в 1/4 финала Кубка Кубков сезона 1990/91 в обоих матчах против «Барселоны».
В конце 1991 года уехал в Чехословакию, играл 2 сезона за «Зброёвку» (Брно). Провел полгода в 1-й лиге, помог ей выйти в высшую. В сезоне 1992/93 провел 9 игр (мячей не забивал).
Перед началом сезона 1993/94 вернулся в Украину, снова играл за «Прикарпатье».

### В сборной
Единственную игру за сборную Украины сыграл 15 марта 1994 года против сборной Израиля (0:1). На поле вышел на 60-й минуте, заменив Дмитрия Михайленко.

## Семья
Сын тренера Николая Юрченко. Брат, Игорь Юрченко, также профессиональный футболист